# Phaeonychium villosum
Phaeonychium villosum är en korsblommig växtart som först beskrevs av Carl Maximowicz, och fick sitt nu gällande namn av Al-shehbaz. Phaeonychium villosum ingår i släktet Phaeonychium och familjen korsblommiga växter. Inga underarter finns listade i Catalogue of Life.